# Récif Irving
Le récif Irving (en anglais Irving Reef, en philippin Balagtas, en mandarin Huǒài Jiāo (en sinogrammes 火艾礁), en vietnamien Đá Cá Nhám), est un récif des îles Spratleys naturelles en mer de Chine méridionale. Le récif est situé au sud-est du banc Loaita occupée par les Philippines, juste à l'ouest du nord de Dangerous Ground,,.

## Géographie
Le récif Irving est située à moins de 192 milles marins au nord-ouest de l'île de Palawan et à un peu plus de 250 milles marins au nord-ouest de l'île de Bornéo. Les caractéristiques géographiques peu profondes les plus proches sont l'île West York (en anglais Livock Reef, en vietnamien Đá Long Hải, en tagalog Bonifacio / Jacinto, en mandarin Sānjiǎo jiāo (en sinogramme traditionnel 三角礁)), à un peu moins de 12 milles marins au sud-ouest, et le récif Menzies, à un peu moins de 17 milles marins au sud-est,.

## Caractéristiques
L'atoll de forme triangulaire allongée se découvre à marée basse et s'étend sur 10 km sur son long axe du sud-ouest au nord-est et atteint 1,6 km le long de son axe du nord‐ouest au sud‐est. La couverture aérienne de cet atoll est de 6,88 km2 comprenant un platier récifal de 4,47 km2 et une pente récifale 1,95 km2 avec un petit lagon dans la partie sud du platier récifal. Près de l'extrémité nord du récif se trouve également un banc de sable.
| Récifs Thitu Đá An Nhơn Bắc Đá An Nhơn Đá An Nhơn Nam Đá Sa Huỳnh Île Loaita Caye Loaita Loaita Nan Récif Menzie Bãi Đường Île West York Récif Irving Image satellite du banc Loaita et du récif Irving prise par la NASA. |

## Revendication de souveraineté
Le récif est administré par les Philippines dans le cadre de Kalayaan, Palawan.
Les Philippines prétendent contrôler le récif,.
Il n'y a pas de structures artificielles sur le récif, mais selon certaines sources, les navires de la marine philippine le gardent à tour de rôle.
Le récif est également revendiqué par la république populaire de Chine, la république de Chine (Taiwan) et le Viêt Nam.